# 磯部淺一
磯部淺一（1905年4月1日（明治38年）—1937年8月19日（昭和12年）是日本陸軍皇道派軍官，帝國主義支持者。
他在陸軍步兵學校和軍事學院（第38期）學習後成為陸軍步兵軍官，但在擔任中尉時被調到會計部門。當他在部隊擔任上尉時，因陸軍士官學校事件而被停職，並在發表“關於軍事鎮壓的意見”後被解僱。二二六事件中，磯部淺一參與叛變，被軍事法庭判處死刑。
雖然他的遺書至今尚未被發現；2011年，磯部淺一留給一名獄警的一張遺書被公開，他在上面寫下了「正氣」二字。。
磯部淺一、北一輝等人認為，自明治維新以來，日本“不是天皇獨裁國家”，“不是重臣獨裁國家”，而是“以民主為中心的現代民主國家”。日本目前是財閥及重臣掌控的獨裁國家。他在監獄中因天皇不理解叛亂大義而「斥責」了昭和天皇。
磯部淺一、村中孝次、北一輝、西田稅在槍決時並沒有高喊「天皇萬歲」。